# Notiobiella peterseni
Notiobiella peterseni är en insektsart som beskrevs av Banks 1932. Notiobiella peterseni ingår i släktet Notiobiella och familjen florsländor. Inga underarter finns listade i Catalogue of Life.